# 蘇西尼主義
蘇西尼主義是反對三位一體論的一種基督宗教主張，以李立歐·蘇西尼與其姪子浮斯土斯·蘇西尼而得名。

## 源起
現代的神體一位論派，就是所謂「蘇西尼派」起始於改教運動的時期，但其根源可追溯至第二、第三世紀的神格唯一論運動。歐洲中部與南部，在當時有好些人文主義者對於教會各種的教理，開始發表他們的異議，特別是關於基督神性的教理。這些人當中之最著者，為十六世紀李立歐·蘇西尼與其姪兒浮斯土斯·蘇西尼。李立歐·蘇西尼是義大利著名的律師，因有異端的嫌疑，於1547年離開了義大利。其遊歷甚廣，因而得以認識復原派的領袖神學家，其中包含墨蘭頓以及加爾文在內。
浮斯土斯·蘇西尼具有高尚的道德，曾研究法律與神學。他叔父的手稿在他腦子裡留下深刻的印象。他離開義大利之後，曾拜訪和他叔父一同反對三位一體論的一些團體。1579年，他前往波蘭組織了一個神體一位論的團體，名叫波蘭弟兄會。他的活動由此擴展至匈牙利、外西凡尼亞及其鄰近諸國。外西凡尼亞成了神體一位論的大本營。他消除了神體一位論派所有重洗派的思想，並融合了許多小小的異點。
1603年在波蘭克拉科夫所召開之神學一位論派的宗教會議，規定重洗禮並非加入神體一位教會必須的條件。1600年他在拉寇（Racow）創立一個神體一位論派的大學，每年有成千的學生到該校肄業。神體一位論派的年會，亦在拉寇舉行。在此曾印行許多神體一位論派的書籍，其中包含1605年出版著名的拉寇問答（Racovian Catechism）。這拉寇問答大為廣傳，在荷蘭、英國、美國都帶出很大的影響。

## 蘇西尼派的主張（拉寇問答）
「它主張以聖經為真理的源頭，但新約真理的證明端賴其中所記載的許多神蹟，而以基督復活一神蹟為首要。這樣用超自然的眼光證明新約，也就保證舊約之真實無訛。新舊兩約之作都為使人瞭解永生的道路，其中所記載雖有些超出理性以上，但其價值總不違反理性。聖經要人相信上帝是存在的，是賞善罰惡之主。人本來是必死的，憑著自己不能找著永生的道路，所以上帝賜他聖經、生命，又以基督做榜樣。基督不過是人，但他一生完全順服上帝，作人榜樣，滿有屬神的智慧，所以上帝賜他復活，賦予他一種神性，所以他如今還能聽人禱告。
在思想批判方面，蘇西尼派最大的成功為其對救贖的補罪教理所加的攻擊，而這種補罪的教理卻是一切改教家所一致承認的。他們說補罪的要求原與上帝的本性不合。既有赦罪，便無須補罪，此二者乃互相排斥的觀念。以無罪的人代替有罪的人受罰，是絕對不公平的事。基督受死是表明順服的最好榜樣；在必要時，這種順服也是每一基督徒所應該表明的；但基督的順服虽大，卻不超過祂所應有的，所以祂不能將祂順服的價值轉移給他人。假如這種转移是可能的話，那麼，人便需在道德上努力追求公義，而品格也就因此嬴弱了。」

## 蘇西尼主義的演變
「十八世紀時，英國的蘇西尼主義變成神體一位論。
林西（Theophilus Lindsey）是英國聖公會的牧師，他發出一道請願函，要求國會准許牧師不必接受三十九信條而只需對聖經效忠。這份公函的動機顯示蘇西尼派牧師不肯相信三十九信條，因為該信條承認基督的神性。這份請願公函竟然獲得二百五十多人的贊助簽名。但當公元一七七二年呈給國會時，遭國會否決。於是林西牧師退出聖公會，而於一七七四年在倫敦組織了神體一位會（Unitarian Church)）。公元一七七九年國會修改信仰容忍法案，通過以接受聖經取代接受三十九信條。這個修正案為安立甘教會打開了通向各種異端的大門。再過不久，國會又通過取消對「否認三位一體者」的刑罰。
英國神體一位論強調人得救是藉基督的個性，而非藉祂所流得救贖之血。他們宣稱，拒絕一切「人所編的信條」，但是他們當然也有自己的信條，這是無可避免的。神體一位論嚴重地侵入長老派及普通浸禮派教會，摧毀他們的靈性生活，教會很快地衰退。另一方面，公理派及特別浸禮派沒有受到太大影響，他們的人數增加，教會興旺。在信仰容忍法案時期，本來是長老派教會人數最多，現在公理派和特別浸禮派的人數則遠遠超過了他們。」

## 資料來源
1. ↑  谷勒本，《教會歷史》，李少蘭譯（香港：道聲出版社，1996），417-8。
2. ↑  祈伯爾，《歷史的軌跡──二千年教會史》，李林靜芝譯（台北：校園書房出版社，1993），344。
3. ↑  華爾克，《基督教會史》，謝受靈、趙毅之譯（香港：基督教文藝出版社，2005），697-8。
4. ↑  祈伯爾，《歷史的軌跡──二千年教會史》，李林靜芝譯（台北：校園書房出版社，1993），345。